# Inger Ashing
Inger Ashing, född 26 februari 1974 i Alton, Hampshire i England, är en svensk statsvetare som är verkställande direktör för Save the Children International sedan september 2019.

## Biografi
Inger Ashing är uppvuxen i Malmö och bosatt i Stockholm. Hon var redan som 12-åring med och startade Non Fighting Generation i Malmö och under 1990-talet initierade hon en lokalförening av Rädda Barnen i stadsdelen Rosengård. Inger Ashing blev styrelseledamot i svenska Rädda Barnens riksförbund 1999. Hon var sedan ordförande i svenska Rädda Barnens riksförbund mellan 2008 och 2016. Hon var dessutom styrelseledamot i Save the Children International 2010–2019.
Inger Ashing är utbildad vid Lunds universitet och har en pol. mag. i statsvetenskap.
Ashing var tidigare chef för nationell och kommunal ungdomspolitik vid den statliga myndigheten Ungdomsstyrelsen (numera Myndigheten för ungdoms- och civilsamhällesfrågor), tillika dess ställföreträdande generaldirektör. 2013 blev Ashing VD för stiftelsen Global Child Forum (en). I november 2015 meddelade regeringen att Ashing utsetts till nationell samordnare för arbetet med unga som varken arbetar eller studerar. Hon utsågs till direktör för Delegationen mot segregation 1 januari 2018, ett uppdrag hon innehade fram till det att hon blev CEO för Save the Children International.
2021 blev Inger Ashing vald till ordförande i Folkbildningsrådet.